# الکساندر ساریفسکی
الکساندر ساریِفسکی (مقدونی: Александар Сариевски؛ ۲۰ ژوئن ۱۹۲۲ – ۱۹ دسامبر ۲۰۰۲) خواننده و ترانه‌سرای اهل جمهوری مقدونیه بود. او حدود شش دهه (بین سال‌های ۱۹۴۶ تا ۲۰۰۲ میلادی) فعالیت کرد و از مشهورترین چهره‌های موسیقی فولکلور مقدونیه به‌شمارمی‌رود. ساریفسکی از پایه‌گذاران گروه‌تانِس (Танец) بود و به همراه گروهش نقش سفیر فرهنگی و موسیقایی مقدونیه را با سفر به کشورهای گوناگون ایفا می‌کرد. آثار فولکلوریک او بسیارشناخته‌شده و در بیشتر موارد اولین نمونه‌های ضبط‌شده از ترانه‌های سنتی مقدونیه هستند.
از مشهورترین ترانه‌هایش می‌توان «زیدی، زیدی» (Zajdi, zajdi, jasno sonce) را نام برد.